# Шодо
Шодо (фр. chaudeau)
- Пунш са јајима
- Прелив за колаче од вина или млијека, јаја и шећера (код нас се зове шато).[1]

## Поријекло ријечи шато
Ријеч шато потиче од нетачно изговаране ријечи "шодо" (фр. chaud eau). Ова нетачно изговарана ријеч се временом усталила и легализовала у српском језику као исправна ријеч.

## Рецептура
у Србији се шодо прави углавном тако да се помјешани, шећер, јаја и млијеко, муте (миксају). У Француској и Њемачкој најчешће одвајају жуманце и њега муте са шећером додајући прије свега Шампањац а по неким рецептурама и Коњак или Шери . Избор правог вина је суштински битан за његову припрему..